# Maximilian von Weyrother

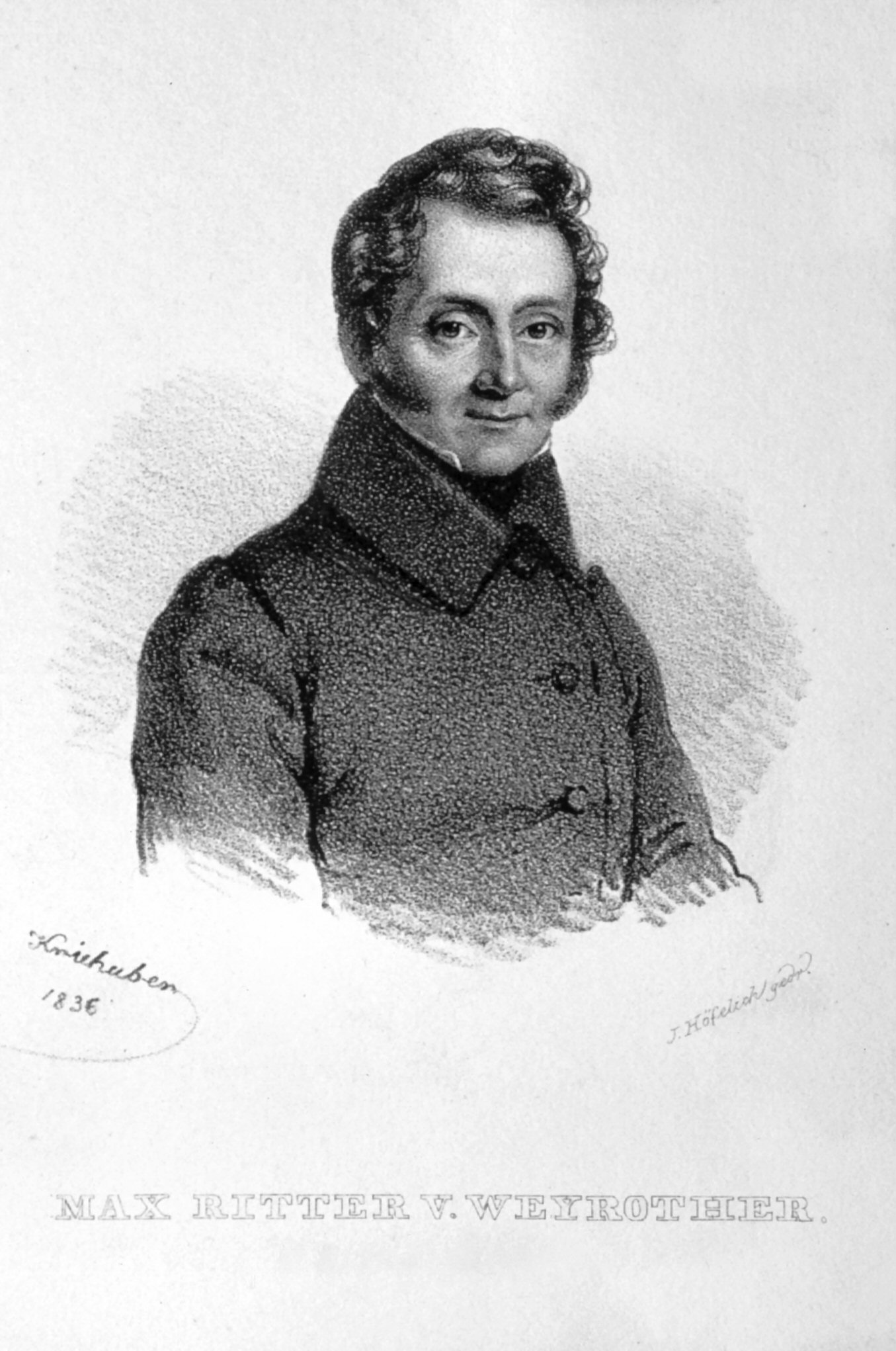
Maximilian von Weyrother, Lithographie von Josef Kriehuber, 1836

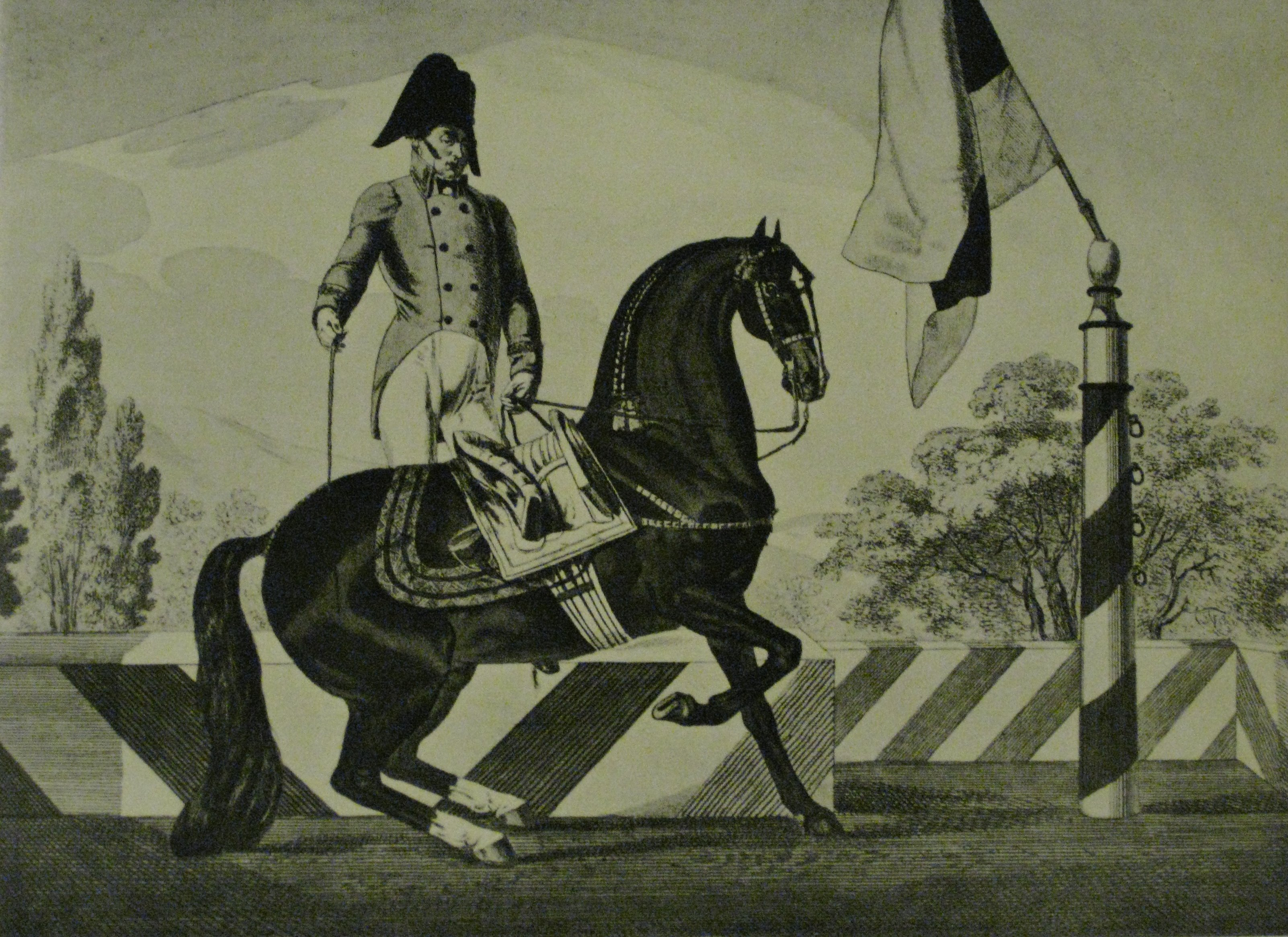
Der Oberbereiter der Stadt-Reitschule, Gottlieb von Weyrother, den braunen Lipizzanerhengst Conversano Animosa (geb. im Hofgestüt Koptschan) zu einer Schulparade animierend. Kolorierter Kupferstich nach Sigmund von Perger, mit Angabe des Namens und Abstammung des Hengstes, 1815

Maximilian Ritter von Weyrother (* 1783; † 28. November 1833) war ein österreichischer Kavallerie-Offizier, Zivilreitlehrer am Militär-Equitations-Institut und ab 1813 oder 1814 Unterbereiter an der Stadt-Reitschule oder „Spanischen Schule“ (Spanische Hofreitschule) in Wien, die sein Bruder Gottlieb als Oberbereiter führte. Als Gottlieb von Weyrother 1816 die Leitung beider Reitschulen anvertraut wurde, übernahm Maximilian die „Spanische Reitschule“, zuerst als Unterbereiter, ab 1825 als Oberbereiter. Als sein Bruder starb, folgte er diesem in allen Funktionen nach.
Schon sein Großvater Adam von Weyrother war Oberbereiter an der Hofreitschule. Da er ein Zeitgenosse de la Guérinières war, und sich auch häufiger in Paris aufhielt, nimmt man an, dass er direkten Kontakt zu ihm hatte.
Der Vater Maximilians, Gottlieb von Weyrother der Ältere war, bevor er an die Spanische Hofreitschule nach Wien kam, auch Oberbereiter und Gestütsinspektor am Hof des Salzburger Fürsterzbischofs und wirkte dort in der berühmten Felsenreitschule. Wolfgang Amadeus Mozart erwähnt ihn und seine erste Ehefrau Eleonore öfter im Briefwechsel mit seinem Vater Leopold Mozart. Ein weiterer Sohn von Adam Weyrother war Franz von Weyrother.
Gottlieb der Jüngere (1771–1828) und Maximilian stammen aus der ersten bzw. dritten Ehe von Gottlieb dem Älteren, waren also Halbbrüder.
Unter Maximilian von Weyrother wurde die Spanische Hofreitschule im 19. Jahrhundert zu einem Mekka der Reiter Mitteleuropas. Er prägte den Begriff des „denkenden Reiters“. Er sagt: „Jeder Bereiter muss sich vollkommen klar sein, auf welcher Stufe der Dressur sich das Pferd befindet, welches er arbeitet, wie über den Zweck, welchen er von Lection zu Lection verfolgen und schließlich erreichen will. Um den Zweck befragt, muss jederzeit mit kurzen Worten klar und deutlich Auskunft gegeben werden können. Mit einem Worte, der Bereiter muss nicht allein reiten, sondern auch denken, denn nur ein denkender Reiter wird mit möglichster Schonung des Pferdes in verhältnismäßig kurzer Zeit das Ziel, welches er sich gesteckt hat, erreichen.“
Maximilian von Weyrother ist auf dem Schmelzer Friedhof in Wien-Fünfhaus begraben. Seinen Grabstein schmückt das Familienwappen, welches Adam von Weyrother verliehen worden war. Dieses Wappen zeigt auch einen Ring, der als Weyrother-Ring in der Familie vererbt und schließlich 1973 als Geschenk an Oberst Podhajsky gelangte. Heute befindet sich dieser Ring im Monturdepot des Kunsthistorischen Museums in Wien.
Louis Seeger (1794–1865), Ernst Friedrich Seidler (1798–1865) und Borries von Oeynhausen (1812–1875) waren seine bekanntesten Schüler. Der Geist Weyrothers lebt in der gründlich durchdachten und ausführlichen Abhandlung Die Dressur des rohen Pferdes … auf der Reitschule von Oberbereiter Mathias Niedermeier weiter.

## Schriften
- Anleitung wie man nach bestimmten Verhältnissen die passendste Stangen-Zäumung finden kann. Wien 1814, 2., verbesserte Auflage, Heubner, Wien 1826 (Digitalisat).
- Bruchstücke aus den hinterlassenen Schriften des k. k. österr. Oberbereiters Max Ritter von Weyrother. Heubner, Wien 1836; Nachdruck als beigefügtes Werk zu B. von Oeynhausen: Leitfaden zur Abrichtung von Reiter und Pferd. Olms, Hildesheim und New York 1977, ISBN 3-487-08151-2